# Georges de Selve
Pour les articles homonymes, voir Selve.
Georges de Selve, né en 1508 et mort le 12 avril 1541 à Lavaur (Tarn) est un ecclésiastique, érudit et diplomate français. Il est le fils de Jean de Selve, premier président du parlement de Paris.

## Chronologie
À l'âge de seize ans, le 12 septembre 1522, Georges de Selve est nommé chanoine de la cathédrale de Chartres, et, trois mois après, le 12 novembre 1522, prévôt d'Auvers en cette église. Il garde cette prévôté jusqu'au 28 janvier 1527, qu'il échange contre l'abbaye Saint-Philibert de Noirmoutier, au diocèse de Luçon, en Vendée.  De 1528 (21 ans) à 1541 (32 ans), il est évêque de Lavaur, (Tarn). Il devient diplomate, ambassadeur en Angleterre (1533), à Venise (20 janvier 1535 - 18 juin 1536), à Rome (1536), à Vienne (arrivé en avril 1540), en Allemagne (1539) et en Espagne (1542). À Venise, il est l'étudiant d'Élie Lévita (1469–1549), en 1534 et 1535. Sous François Ier (1494-1547), il remplit les fonctions d’ambassadeur auprès du pape Clément VII (1478-1534) à Rome. Il est chargé, en 1534 de représenter officiellement son souverain en tant qu’ambassadeur auprès de la république de Venise. Il obtient, en dépit des obsessions de Charles Quint (1500-1558), la neutralité de cette puissance dans la lutte engagée entre Charles Quint et le Turc Khayr ad-Din Barberousse (~ 1466-1546) que soutient la France. Dans les premiers mois de 1536, il passe à Rome et prend, de concert avec Charles de Hémard de Denonville (1493-1540), évêque de Mâcon, une part active aux pourparlers qui doivent aboutir en 1538 à la conférence de Nice entre le roi de France François Ier et l’empereur Charles Quint. Il est ambassadeur en Allemagne et en Espagne auprès de l’empereur Charles Quint en 1539 et 1540.
Il compose quelques livres de piété en français et est chargé, par François Ier , de faire la traduction, demeurée manuscrite, dans cette même langue, de huit des Vies des hommes illustres, de Plutarque (Thémistocle, Camille, Périclès, Coriolan, Timoléon, Paul Émile), en 1535, dont le style dénote un familier des lettres grecques. Pierre Bunel (1500-1547), son secrétaire, lui ayant fait observer que la vie à la Cour ne convenait guère à un évêque, il se retire dans son diocèse où il se consacre aux fonctions pastorales jusqu’à sa mort, le 12 février 1541 à l’âge de 33 ans. Il est inhumé dans la cathédrale Saint-Alain de Lavaur, Tarn).

## Œuvres
Huit des Vies des hommes illustres, de Plutarque
- Première édition en 1543 : ces livres sont imprimez a Paris par Michel de Vascosan...pour luy et Iehan du Pré. 1543. Avec privilege de la Court pour troys ans, in-folio. (4ff), 123 ff, (1f blanc). Privilège daté du 27 janvier 1542.
- 1547, in-folio publié par Michel de Vascosan, Paris. Visible à la bibliothèque de l'Arsenal, Cote : FOL-H-5030, notice n° : FRBNF39345008.
- 1548, in-16, 793 p. reliées en 2 volumes par J. de Tournes, Lyon. Deux exemplaires conservés à la Bibliothèque nationale de France, département : Réserve des livres rares, Cote : RES-J-2079, notice n° : FRBNF31125321 et Cote : RES-J-2080, notice n° : FRBNF31125321.
- Il écrit également :
  - a) Instructions pastorales pour le baptême et la confirmation.
  - b) Traité sur les moyens de se procurer son bonheur dans ce monde et dans l’autre, suivant les différents postes ou l’on peut être appelé par son souverain.
  - c) Traité sur les moyens d’établir une paix solide entre l’empereur d’Allemagne et le roi de France.

Ces trois écrits réunis en un volume in-folio publié post mortem en 1559, Œuvres de feu révérend père en Dieu George de Selve, évêque de Lavaur, contenans un sermon, quelques exhortations, oraisons, contemplations, lettres, discours, sommaires de l'Escripture Saincte, moyen de faire et entretenir paix et deux remonstrances aux Alemans, in-folio, 88 ff., Publié par Galliot du Pré, Paris, 1559. Conservé à la Bibliothèque nationale de France, Département : Réserve des livres rares, Cote : D-2447, notice n° : FRBNF31349979. 

## Portrait
- Georges de Selve, en compagnie de Jean de Dinteville, figure à droite sur le tableau Les Ambassadeurs de Hans Holbein le Jeune (huile sur bois, 1533, 2.07 x 2.1 m, National Gallery, Londres).